# Espèce non évaluée

Symbole « non évaluée » de la liste rouge de l'UICN.

Une espèce non évaluée est une espèce qui a été classée dans la Liste rouge de l'UICN des espèces menacées comme n'ayant pas été étudiée par l'Union internationale pour la conservation de la nature.